# Eredivisie 1959-60
La Eredivisie 1959-60 fue la cuarta temporada de la liga de máximo nivel en los Países Bajos. Ajax ganó su segunda Eredivisie y su décimo título de campeón de los Países Bajos.

## Clasificación
| Pos. | Equipo                  | Pts. | PJ | G  | E  | P  | GF  | GC | Dif. | Clasificación                                |
| ---- | ----------------------- | ---- | -- | -- | -- | -- | --- | -- | ---- | -------------------------------------------- |
| 1    | AFC Ajax (C)            | 50   | 34 | 22 | 6  | 6  | 109 | 44 | +65  | Clasificado a la Copa de Campeones de Europa |
| 2    | Feyenoord Róterdam      | 50   | 34 | 20 | 10 | 4  | 94  | 32 | +62  | Acceso al desempate por el título            |
| 3    | PSV Eindhoven           | 45   | 34 | 18 | 9  | 7  | 72  | 48 | +24  |                                              |
| 4    | DOS Utrecht             | 40   | 34 | 18 | 4  | 12 | 75  | 57 | +18  |                                              |
| 5    | NAC Breda               | 39   | 34 | 15 | 9  | 10 | 56  | 53 | +3   |                                              |
| 6    | VVV 03                  | 36   | 34 | 12 | 12 | 10 | 57  | 60 | −3   |                                              |
| 7    | Sparta Róterdam         | 34   | 34 | 14 | 6  | 14 | 53  | 52 | +1   |                                              |
| 8    | Willem II               | 33   | 34 | 11 | 11 | 12 | 65  | 69 | −4   |                                              |
| 9    | SC Enschede             | 32   | 34 | 14 | 4  | 16 | 81  | 76 | +5   |                                              |
| 10   | DWS/A                   | 32   | 34 | 13 | 6  | 15 | 51  | 59 | −8   |                                              |
| 11   | Rapid JC                | 32   | 34 | 10 | 12 | 12 | 46  | 55 | −9   |                                              |
| 12   | ADO Den Haag            | 31   | 34 | 13 | 5  | 16 | 62  | 68 | −6   |                                              |
| 13   | MVV Maastricht          | 31   | 34 | 13 | 5  | 16 | 60  | 69 | −9   |                                              |
| 14   | Fortuna 54              | 30   | 34 | 11 | 8  | 15 | 67  | 81 | −14  |                                              |
| 15   | USV Elinkwijk           | 29   | 34 | 9  | 11 | 14 | 37  | 48 | −11  | Acceso al desempate por el descenso          |
| 16   | Blauw-Wit Amsterdam (D) | 29   | 34 | 12 | 5  | 17 | 53  | 82 | −29  | Acceso al desempate por el descenso          |
| 17   | FC Volendam (D)         | 23   | 34 | 10 | 3  | 21 | 54  | 88 | −34  | Descenso a la Eerste Divisie                 |
| 18   | RKSV Sittardia (D)      | 16   | 34 | 5  | 6  | 23 | 40  | 91 | −51  | Descenso a la Eerste Divisie                 |

 Fuente: RSSSF

## Desempate por el título
| Ajax | 5 – 1 | Feijenoord |

Ajax gana el campeonato y clasifica a la Copa de Campeones de Europa 1960-61.

## Desempate por el descenso
| Elinkwijk | 1 – 0 | Blauw-Wit Amsterdam |

Blauw-Wit Amsterdam desciende a la Eerste Divisie.

## Resultados
| Local \ Visitante   | ADO | AJX | BLW | DOS | DWS | ELI | FEY | FOR | MVV | NAC | PSV | RAP | SCE  | SIT | SPA | VOL | VVV | WIL |
| ------------------- | --- | --- | --- | --- | --- | --- | --- | --- | --- | --- | --- | --- | ---- | --- | --- | --- | --- | --- |
| ADO Den Haag        | —   | 2–1 | 4–1 | 2–1 | 1–2 | 1–2 | 1–0 | 1–1 | 3–2 | 4–1 | 1–2 | 2–2 | 2–2  | 1–2 | 2–0 | 4–1 | 1–4 | 3–3 |
| AFC Ajax            | 3–0 | —   | 8–1 | 2–1 | 2–0 | 1–1 | 4–1 | 5–1 | 0–1 | 3–0 | 6–2 | 3–2 | 3–0  | 4–2 | 5–0 | 9–0 | 5–2 | 2–2 |
| Blauw-Wit Amsterdam | 2–1 | 1–0 | —   | 0–5 | 0–2 | 0–0 | 2–7 | 1–4 | 0–2 | 4–3 | 1–1 | 3–1 | 3–2  | 5–2 | 2–1 | 2–3 | 2–0 | 0–1 |
| DOS Utrecht         | 3–1 | 2–2 | 3–2 | —   | 4–2 | 3–2 | 0–1 | 8–0 | 7–2 | 1–2 | 2–1 | 1–2 | 3–3  | 1–0 | 1–0 | 2–0 | 1–2 | 2–1 |
| DWS/A               | 2–4 | 1–0 | 2–0 | 0–4 | —   | 0–1 | 1–1 | 2–1 | 0–0 | 1–2 | 2–5 | 1–2 | 2–4  | 2–3 | 2–2 | 4–2 | 1–0 | 4–0 |
| USV Elinkwijk       | 1–3 | 2–4 | 1–3 | 0–0 | 0–2 | —   | 0–0 | 2–4 | 2–0 | 0–0 | 0–2 | 0–0 | 3–1  | 1–0 | 1–1 | 3–2 | 0–0 | 2–0 |
| Feyenoord Róterdam  | 5–2 | 3–0 | 2–0 | 4–1 | 6–2 | 2–1 | —   | 7–1 | 6–1 | 1–1 | 1–1 | 5–0 | 4–1  | 4–2 | 0–1 | 6–1 | 2–2 | 0–0 |
| Fortuna 54          | 1–1 | 2–7 | 5–2 | 1–1 | 2–1 | 0–2 | 1–3 | —   | 1–2 | 1–1 | 0–2 | 2–2 | 4–2  | 1–1 | 2–3 | 4–2 | 4–1 | 2–2 |
| MVV Maastricht      | 1–1 | 3–6 | 4–2 | 2–3 | 2–1 | 2–0 | 2–0 | 0–6 | —   | 0–2 | 0–0 | 3–0 | 4–0  | 3–0 | 3–0 | 5–3 | 1–2 | 2–3 |
| NAC Breda           | 3–2 | 2–1 | 1–2 | 1–4 | 2–2 | 1–1 | 0–0 | 1–5 | 3–1 | —   | 1–3 | 1–1 | 2–1  | 5–1 | 3–0 | 3–1 | 4–1 | 3–1 |
| PSV Eindhoven       | 0–3 | 1–1 | 6–1 | 4–0 | 1–1 | 3–1 | 0–2 | 3–1 | 2–1 | 2–0 | —   | 3–3 | 5–0  | 4–1 | 1–2 | 3–2 | 4–1 | 2–2 |
| Rapid JC            | 1–0 | 2–2 | 0–1 | 0–2 | 0–1 | 3–3 | 1–1 | 2–0 | 2–1 | 0–0 | 3–0 | —   | 0–1  | 3–1 | 2–0 | 2–2 | 2–1 | 2–2 |
| SC Enschede         | 4–1 | 3–3 | 6–3 | 5–0 | 1–3 | 2–0 | 0–4 | 5–2 | 2–2 | 1–2 | 4–1 | 3–1 | —    | 0–2 | 3–1 | 3–2 | 3–2 | 4–2 |
| RKSV Sittardia      | 3–2 | 1–4 | 1–1 | 2–5 | 0–2 | 2–1 | 1–5 | 0–3 | 2–2 | 0–1 | 0–1 | 1–1 | 1–10 | —   | 0–1 | 1–5 | 1–1 | 1–1 |
| Sparta Róterdam     | 6–0 | 0–4 | 0–2 | 0–1 | 0–0 | 0–1 | 0–5 | 4–0 | 2–1 | 3–0 | 0–0 | 0–1 | 2–1  | 4–2 | —   | 3–2 | 6–0 | 2–0 |
| FC Volendam         | 0–2 | 0–3 | 2–1 | 4–0 | 3–1 | 1–0 | 1–1 | 0–4 | 1–3 | 1–0 | 1–2 | 2–1 | 2–1  | 2–1 | 0–4 | —   | 1–2 | 2–2 |
| VVV 03              | 3–1 | 1–2 | 0–0 | 3–2 | 3–0 | 2–2 | 1–1 | 0–0 | 4–1 | 1–1 | 1–1 | 1–1 | 3–2  | 3–2 | 2–2 | 4–2 | —   | 2–2 |
| Willem II           | 3–0 | 2–4 | 2–2 | 4–1 | 1–2 | 3–1 | 0–4 | 5–1 | 3–1 | 3–4 | 3–4 | 3–2 | 2–1  | 2–1 | 3–3 | 2–1 | 0–2 | —   |